# Pseudophyllinae
Sous-famille
Les Pseudophyllinae sont une sous-famille d'orthoptères de la famille de Tettigoniidae. 

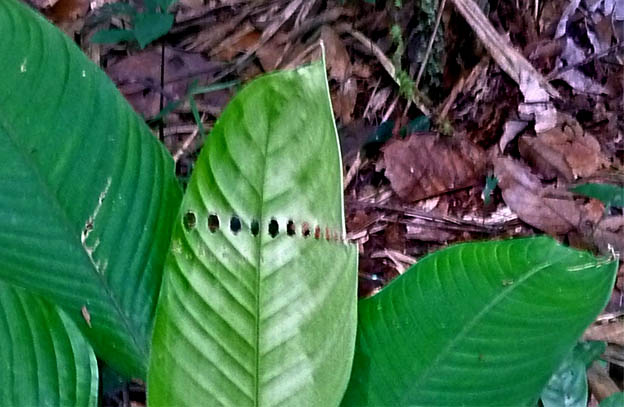
Alignement de trous caractéristiques, fait sur une feuille par un insecte de la sous famille des Pseudophyllinae

## Distribution
Les espèces de cette sous-famille se rencontrent sur tous les continents.

## Liste des genres par tribu
Selon Orthoptera Species File (28 mars 2010) :
- Aphractini (Brunner von Wattenwyl 1895)
  - Aphractus Redtenbacher, 1895
  - Paraphractus Beier, 1962
  - Polycleptidella Beier, 1962
  - Polycleptis Karsch, 1891
- Aspidonotini (Brunner von Wattenwyl 1895)
  - Aspidonotus Brullé, 1835
- Callimenellini (Gorochov 1990)
  - Callimenellus Walker, 1871
- Cocconotini (Brunner von Wattenwyl 1895)
  - Beierotettix Özdikmen, 2007
  - Bliastes Stål, 1873
  - Bliastonotideus Beier, 1962
  - Bliastonotus Beier, 1960
  - Brachybliastes Beier, 1960
  - Calamoptera Saussure, 1861
  - Chrysobliastes Beier, 1960
  - Cobalotettix Beier, 1962
  - Cocconotus Stål, 1873
  - Cojedebius Kevan, 1989
  - Diplopygia Beier, 1962
  - Docidocercus Beier, 1960
  - Eubliastes Beier, 1960
  - Geonotus Beier, 1960
  - Helicocercus Beier, 1960
  - Idiarthron Brunner von Wattenwyl, 1895
  - Incanotus Beier, 1960
  - Jamaicoecia Beier, 1962
  - Leiobliastes Beier, 1960
  - Liparoscelis Stål, 1873
  - Liparoscella Hebard, 1933
  - Melanonotus Brunner von Wattenwyl, 1895
  - Meroncidius Serville, 1831
  - Mystron Montealegre-Z. & Morris, 1999
  - Nannonotus Beier, 1960
  - Nannotettix Redtenbacher, 1895
  - Nastonotus Bolívar, 1890
  - Natagaima  Beier, 1960
  - Nesoecia Scudder, 1893
  - Nesonotus Beier, 1960
  - Schedocentrus Hebard, 1924
  - Sphaeropyga Beier, 1960
  - Stenotettix Stål, 1873
  - Thamnobates Saussure & Pictet, 1898
  - Trichotettix Stål, 1873
- Cymatomerini (Brunner von Wattenwyl 1895)
  - Cymatomera Schaum, 1853
  - Cymatomerella Beier, 1954
  - Olcinia Stål, 1877
  - Parasanaa Beier, 1944
  - Platenia Dohrn, 1888
  - Sanaa Walker, 1870
  - Sathrophyllia Stål, 1874
  - Sathrophylliopsis de Jong, 1939
  - Tegra Walker, 1870
  - Tegrolcinia de Jong, 1939
  - Typhoptera Kirby, 1906
- Eucocconotini (Beier 1960)
  - Dicranostomus Dohrn, 1888
  - Eucocconotideus Beier, 1960
  - Eucocconotus Hebard, 1927
  - Gnathoclita Hagenbach, 1842
  - Myopophyllum Beier, 1960
  - Onychopygia Beier, 1962
  - Panoploscelis Scudder, 1869
- Homalaspidiini (Otte, D. 1997)
  - Arrhenotettix Caudell, 1918
  - Disceratus Scudder, 1869
  - Homalaspidia Uvarov, 1940
  - Jimenezia Bolívar, 1881
  - Sterphoter Rehn, 1946
- Ischnomelini (Beier 1960)
  - Goethalsiella Hebard, 1927
  - Ischnomela Stål, 1873
- Leptotettigini (Beier 1960)
  - Chondrosternum Beier, 1960
  - Leptotettix Stål, 1873
  - Macrochiton Redtenbacher, 1895
  - Neochiton Beier, 1962
  - Pezochiton Beier, 1960
  - Platychiton Beier, 1960
  - Semileptotettix Brunner von Wattenwyl, 1895
- Pantecphylini (Brunner von Wattenwyl 1895)
  - Pantecphylus Karsch, 1890
- Phrictini (Bolívar, I. 1903)
  - Phricta Redtenbacher, 1892
- Phyllomimini (Brunner von Wattenwyl 1895)
  - Acanthoprion Pictet & Saussure, 1892
  - Acauloplacella Karny, 1931
  - Acauloplax Karsch, 1891
  - Brochopeplus Pictet & Saussure, 1892
  - Brunneriana Uvarov, 1923
  - Chondrodera Karsch, 1890
  - Chondroderella Hebard, 1922
  - Despoina Brunner von Wattenwyl, 1895
  - Diplodontopus Karny, 1931
  - Gonyatopus Brunner von Wattenwyl, 1895
  - Hapalophyllum Hebard, 1922
  - Hemigyrus Brunner von Wattenwyl, 1893
  - Heteraprium Krauss, 1903
  - Lacipoda Brunner von Wattenwyl, 1895
  - Lagarodes Karsch, 1890
  - Margarodera Beier, 1957
  - Mioacris Pictet & Saussure, 1892
  - Morsimus Stål, 1877
  - Orophyllus Beier, 1954
  - Paramorsimus Beier, 1954
  - Paraphyllomimus Beier, 1954
  - Phyllomimus Stål, 1873
  - Phyllozelus Redtenbacher, 1892
  - Pirmeda Henry, 1940
  - Promeca Brunner von Wattenwyl, 1895
  - Pseudacanthoprion Beier, 1954
  - Pseudophyllomimus Karny, 1924
  - Rhinodera Beier, 1955
  - Stenampyx Karsch, 1890
  - Stizoscepa Karsch, 1896
  - Temnophylloides Henry, 1939
  - Temnophyllus Redtenbacher, 1895
  - Timanthes Stål, 1877
  - Tomias Karsch, 1890
  - Tympanophyllum Krauss, 1903
  - Tympanoptera Redtenbacher, 1892
  - Zumala Walker, 1869
- Platyphyllini (Brunner von Wattenwyl 1895)
  - Acyrophyllum Beier, 1960
  - Aemasia Brunner von Wattenwyl, 1895
  - Antillophyllum Beier, 1960
  - Baliophyllum Beier, 1962
  - Brachyauchenus Brunner von Wattenwyl, 1895
  - Choeroparnops Dohrn, 1888
  - Diyllus Stål, 1875
  - Drepanoxiphus Brunner von Wattenwyl, 1895
  - Haenschiella Beier, 1960
  - Kopis Beier, 1960
  - Myrmeciophyllum Beier, 1960
  - Opetiocercus Beier, 1960
  - Platyphyllum Serville, 1831
  - Rhabdotophyllum Beier, 1960
  - Triencentrus Brunner von Wattenwyl, 1895
  - Xiphophyllum Beier, 1960
- Pleminiini (Brunner von Wattenwyl 1895)
  - Acanthodis Serville, 1831
  - Acanthorhinischia Beier, 1954
  - Adapantus Karsch, 1891
  - Adeclus Brunner von Wattenwyl, 1895
  - Adenes Karsch, 1891
  - Amiltonia Piza, 1976
  - Ancistrocercus Beier, 1954
  - Anonistus Walker, 1871
  - Apereisis Walker, 1871
  - Aspidopygia Beier, 1962
  - Balboana Uvarov, 1939
  - Batodromeus Karsch, 1896
  - Beieroschema Özdikmen, 2008
  - Bufotettix Caudell, 1918
  - Championica Saussure & Pictet, 1898
  - Clepsydronotus Beier, 1954
  - Condylocnemis Redtenbacher, 1895
  - Corynecercus Beier, 1954
  - Dasyscelidius Beier, 1954
  - Dasyscelus Redtenbacher, 1895
  - Diacanthodis Walker, 1870
  - Enthacanthodes Redtenbacher, 1895
  - Gongrocnemis Redtenbacher, 1895
  - Habrocomes Karsch, 1890
  - Haemodiasma Brunner von Wattenwyl, 1895
  - Hoplidostylus Karsch, 1893
  - Jamaicana Brunner von Wattenwyl, 1895
  - Labidocercus Beier, 1954
  - Leurophyllidium Beier, 1954
  - Leurophyllum Kirby, 1906
  - Lichenochrus Karsch, 1890
  - Mormotus Karsch, 1890
  - Nesokatoikos Braun & Maehr, 2008
  - Nesophyllidium Beier, 1954
  - Orpacanthophora Beier, 1954
  - Paradeclus Beier, 1954
  - Paralichenochrus Beier, 1954
  - Parapleminia Beier, 1954
  - Pedinothorax Beier, 1954
  - Phyllostachydius Beier, 1954
  - Pleminia Stål, 1874
  - Polyglochin Karsch, 1890
  - Pristonotus Uvarov, 1940
  - Pseudopleminia Beier, 1954
  - Rhinischia Beier, 1954
  - Schochia Brunner von Wattenwyl, 1895
  - Sphyrophyllum Beier, 1954
  - Stenoschema Redtenbacher, 1895
  - Tetragonomera Stål, 1874
  - Tympanocompus Karsch, 1891
  - Xerophyllopteryx Rehn, 1905
- Polyancistrini (Brunner von Wattenwyl 1895)
  - Camposiella Hebard, 1924
  - Polyancistroides Rehn, 1901
  - Polyancistrus Serville, 1831
  - Sagephorus Redtenbacher, 1895
  - Spelaeala Rehn, 1943
  - Spinapecta Naskrecki & Lopes-Andrade, 2005
- Pseudophyllini (Burmeister 1838)
  - Brunneana Uvarov, 1939
  - Chloracris Pictet & Saussure, 1892
  - Climacoptera Redtenbacher, 1895
  - Cratioma Bolívar, 1906
  - Desaulcya Bolívar, 1906
  - Liocentrum Karsch, 1890
  - Micta Karsch, 1896
  - Mustius Stål, 1874
  - Onomarchus Stål, 1874
  - Opisthodicrus Karsch, 1890
  - Oxyaspis Brunner von Wattenwyl, 1895
  - Perteus Bolívar, 1906
  - Pseudophyllus Serville, 1831
  - Rhomboptera Redtenbacher, 1895
  - Zabalius Bolívar, 1886
- Pterochrozini (Blanchard, 1845)

14 genres sont connus
- Pterophyllini (Karny, 1925)
  - Caloxiphus Saussure & Pictet, 1898
  - Caribophyllum Rehn, 1947
  - Diophanes Stål, 1875
  - Elytraspis Beier, 1962
  - Karukerana Bonfils, 1965
  - Lea Caudell, 1906
  - Lophaspis Redtenbacher, 1895
  - Mastophyllum Beier, 1960
  - Paracyrtophyllus Caudell, 1906
  - Parascopioricus Beier, 1960
  - Phyllopectis Rehn, 1948
  - Pterophylla Kirby, 1825
  - Scopioricus Uvarov, 1940
  - Scopiorinus Beier, 1960
  - Thliboscelus Serville, 1838
  - Xestoptera Redtenbacher, 1895
- Simoderini (Brunner von Wattenwyl, 1895)
  - Chloracantha Hebard, 1922
  - Lonchitophyllum Brunner von Wattenwyl, 1895
  - Mastigaphoides Weidner, 1965
  - Mastighapha Karsch, 1891
  - Parasimodera Carl, 1914
  - Phyrama Karsch, 1889
  - Simodera Karsch, 1891
  - Wattenwyliella Carl, 1914
- Teleutiini (Beier, 1960)
  - Acanthodiphrus Walker, 1871
  - Apteroteleutias Beier, 1962
  - Beierella Piza, 1978
  - Brachyteleutias Beier, 1960
  - Chibchella Hebard, 1927
  - Eumecopterus Beier, 1960
  - Hoplotettix Caudell, 1918
  - Leptoteleutias Beier, 1962
  - Mylothrella Beier, 1960
  - Pemba Walker, 1870
  - Stetharasa Montealegre-Z. & Morris, 1999
  - Teleutias Stål, 1874
- tribu indéterminée
  - Narea Walker, 1870
  - †Archepseudophylla Nel, Prokop & Ross, 2008